# محمدآباد (علی‌آباد)
محمدآبادکتول، روستایی است از توابع بخش کمالان شهرستان علی‌آباد در استان گلستان ایران.

## جمعیت
این روستا در دهستان استرآباد قرار دارد و براساس سرشماری مرکز آمار ایران در سال ۱۳۸۵، جمعیت آن ۱۸۴۱ نفر (۴۵۳خانوار) بوده‌است.